# Lista țărilor și teritoriilor nesuverane sud-americane
Aceasta este o listă a țărilor și teritoriilor nesuverane sud-americane cu numele lor scurt și oficial în limba română și în limbile naționale, atât varianta scurtă cât și cea oficială, împreună cu drapele, o hartă de localizare, populația, suprafața și capitalele fiecăreia.
America de Sud este un continent cu majoritatea suprafeței în emisfera sudică. Are o suprafață de aproximativ 17.814.000 km2  și o populație de aproape 400 milioane de locuitori. America de Sud se învecinează cu Oceanul Pacific la vest, cu America de Nord și Marea Caraibelor la nord-vest și cu Oceanul Atlantic la nord-est, la est și la sud-est.
Nu sunt incluse în aceasta listă teritoriile Aruba, Bonaire și Curaçao și statul Trinidad-Tobago, care se situează la câțiva kilometri de coasta nordică a Americii de Sud pe platforma continentală sud-americană în Marea Caraibelor și care sunt de aceea din punct de vedere geografic state sud-americane, iar din punct de vedere istoric și cultural sunt considerate state nord-americane. Panama este o țară transcontinentală, frontiera între America de Sud și America de Nord fiind neclară, ea situându-se undeva pe istmul Panama, însă Panama este considerat un stat nord-american.

## State suverane
Un stat suveran este un stat cu un teritoriu și o populație asupra căruia statul exercită suveranitate în interesul național.
Conform convenției de la Montevideo din 26 decembrie 1933, un stat trebuie să aibă o populație permanentă, un teritoriu definit, un guvern și capacitatea de a avea și întreprinde relații cu alte state suverane. Următoarele țări sunt state suverane și membre ale Organizației Națiunilor Unite și membre ale Uniunii Națiunilor Sud-Americane.
| Drapel                | Hartă de localizare | Nume scurt și oficial în limba română        | Nume scurt și oficial în limbile oficiale | Capitală                                          | Populație (est. 2024) | Suprafață în km2 |
| --------------------- | ------------------- | -------------------------------------------- | --- | ------------------------------------------------- | --------------------- | ---------------- |
| Drapelul Argentina    | Harta Argentina     | Argentina Republica Argentiniană             | spaniolă: Argentina — República Argentina | Buenos Aires                                      | 46.994.384            | 2.780.400        |
| Drapelul Boliviei     | Harta Boliviei      | Bolivia Statul plurinațional al Boliviei     | aimara: Wuliwya — Wuliwya Suyu[A] guarani: Volívia — Tetã Blúrinasionál Volívia quechua: Buliwya — Buliwya Achka Nasyun Mama Llaqta spaniolă: Bolivia — Estado Plurinacional de Bolivia | Sucre (constituțională)[B]La Paz (administrativă) | 12.311.974            | 1.098.581        |
| Drapelul Braziliei    | Harta Braziliei     | Brazilia Republica Federală a Braziliei      | portugheză: Brasil — República Federativa do Brasil | Brasília                                          | 220.051.512           | 8.514.877        |
| Drapelul Chile        | Harta Chile         | Chile[C] Republica Chile                     | spaniolă: Chile — República de Chile | Santiago de Chile[D]                              | 18.664.652            | 756.102          |
| Drapelul Columbiei    | Harta Columbiei     | Columbia Republica Columbia                  | spaniolă: Colombia — República de Colombia | Bogotá                                            | 49.588.357            | 1.138.910        |
| Drapelul Ecuadorului  | Harta Ecuadorului   | Ecuador Republica Ecuador                    | spaniolă: Ecuador — República del Ecuador | Quito                                             | 18.309.984            | 283.561          |
| Drapelul Guyanei      | Harta Guyanei       | Guyana Republica Cooperativă Guyana          | engleză: Guyana — Co-operative Republic of Guyana | Georgetown                                        | 794.099               | 214.969          |
| Drapelul Paraguayului | Harta Paraguayului  | Paraguay Republica Paraguay                  | guarani: Paraguái — Tetã Paraguái spaniolă: Paraguay — República del Paraguay | Asunción                                          | 7.522.549             | 406.752          |
| Drapelul Perului      | Harta Perului       | Peru Republica Peru                          | aimara: Piruw — Piruw Republika[E] quechua: Piruw — Piruw Suyu spaniolă: Perú — República del Perú                                                                                      | Lima                                              | 32.600.249            | 1.285.216        |
| Drapelul Surinamului  | Harta Surinamului   | Surinam Republica Surinam                    | neerlandeză: Suriname — Republiek Suriname | Paramaribo                                        | 646.758               | 163.820          |
| Drapelul Uruguayului  | Harta Uruguayului   | Uruguay Republica Orientală Uruguay          | spaniolă: Uruguay — República Oriental del Uruguay | Montevideo                                        | 3.425.330             | 176.215          |
| Drapelul Venezuelei   | Harta Venezuelei    | Venezuela Republica Bolivariană a Venezuelei | spaniolă: Venezuela — República Bolivariana de Venezuela[F] | Caracas                                           | 31.250.306            | 912.050          |

## Teritorii și regiuni nesuverane

### Dependențe
| Drapel                                                | Hartă de localizare                                        | Nume în limba română                          | Status                           | Nume în limbile oficiale                              | Capitală                      | Populație (est. 2021) | Suprafață în km2 |
| ----------------------------------------------------- | ---------------------------------------------------------- | --------------------------------------------- | -------------------------------- | ----------------------------------------------------- | ----------------------------- | --------------------- | ---------------- |
| Drapelul Insulelor Falkland                           | Harta Insulelor Falkland                                   | Insulele Falkland                             | Teritoriu britanic de peste mări | engleză: Falkland Islands                             | Stanley                       | 3,142                 | 12.173           |
| Drapelul Georgiei de Sud și Insulelor Sandwich de Sud | Harta showing South Georgia and the South Sandwich Islands | Georgia de Sud și Insulele Sandwich de Sud[G] | Teritoriu britanic de peste mări | engleză: South Georgia and the South Sandwich Islands | King Edward Point (Grytviken) | —[H]                  | 3.903            |

### Teritorii externe
| Drapel                    | Hartă de localizare    | Nume în limba română | Status                            | Nume în limbile oficiale | Capitală | Populație (rec. 2008) | Suprafață în km2 |
| ------------------------- | ---------------------- | -------------------- | --------------------------------- | ------------------------ | -------- | --------------------- | ---------------- |
| Drapelul Guianei Franceze | Harta Guianei Franceze | Guyana Franceză[I]   | Departament de peste mări francez | franceză: Guyane         | Cayenne  | 219.266               | 83.534           |

## Statistici economice
| Stat                                                      | Monedă                     | PIB (PPC) total (estimare 2011 în USD) | PIB (PPC) pe cap de locuitor (estimare 2011 în USD) | Referințe |
| --------------------------------------------------------- | -------------------------- | -------------------------------------- | --------------------------------------------------- | --------- |
| Argentina                                                 | Peso argentinian           | 709,7 miliarde                         | 17.400                                              | [ 16 ]    |
| Bolivia                                                   | Boliviano                  | 51,41 miliarde                         | 4.800                                               | [ 17 ]    |
| Brazilia                                                  | Real                       | 2,284 bilioane                         | 11.600                                              | [ 18 ]    |
| Chile                                                     | Peso chilian               | 281 miliarde                           | 16.100                                              | [ 19 ]    |
| Columbia                                                  | Peso columbian             | 467 miliarde                           | 10.100                                              | [ 20 ]    |
| Ecuador                                                   | Dolar american             | 124,8 miliarde                         | 8.300                                               | [ 21 ]    |
| Insulele Falkland (Regatul Unit)                          | Liră din Insulele Falkland | 105.1 milioane (est. 2002)             | 35.400 (est. 2002)                                  | [ 22 ]    |
| Georgia de Sud și Insulele Sandwich de Sud (Regatul Unit) | Liră sterlină              | —                                      | —                                                   | [ 23 ]    |
| Guiana Franceză (Franța)                                  | Euro                       | —                                      | 14.944 EUR (est. 2008)[I]                           | [ 15 ]    |
| Guyana                                                    | Dolar guyanez              | 5,814 miliarde                         | 7.500                                               | [ 24 ]    |
| Paraguay                                                  | Guaraní                    | 36,21 miliarde                         | 5.500                                               | [ 25 ]    |
| Peru                                                      | Nuevo Sol                  | 299,7 miliarde                         | 10.000                                              | [ 26 ]    |
| Surinam                                                   | Dolar surinamez            | 5,1 miliarde                           | 9.500                                               | [ 27 ]    |
| Uruguay                                                   | Peso uruguayan             | 52,02 miliarde                         | 15.400                                              | [ 28 ]    |
| Venezuela                                                 | Bolívar venezuelan         | 368,8 miliarde                         | 12.400                                              | [ 29 ]    |